# Свято-Никитская церковь (Здитово)
Свято-Никитская церковь (бел. Свята-Мікіцкая царква) — памятник деревянного зодчества в селе Здитово Жабинковского района Брестской области Республики Беларусь. В связи с упразднением деревни Здитово ныне расположена в городе Жабинка.
Построена в 1502 году на правом берегу реки Мухавец, после чего неоднократно перестраивалась, в том числе в 1787 году. Внесена в Список историко-культурных ценностей Республики Беларусь.
Включена в предварительный Список объектов всемирного наследия ЮНЕСКО в Беларуси.

## Описание
Построена в традициях западнополесской архитектуры, одного из двух типов полесской архитектурной школы, претендующей на включение в Список Всемирного наследия ЮНЕСКО.
В ширину составляет 9,4 метра, 15,65 метра в длину и 6 метров в высоту. Состоит из трёх прямоугольных объёмов: основного, бабинца и апсиды. Крыша гонтовая, многоскатная, увенчанная небольшим барабаном с головкой. По сторонам к апсиде пристроены узкие невысокие ризницы под односкатной крышей. В XIX веке около входа построен каркасный тамбур. Стены вертикально покрыты деревянными досками и укреплены стяжками. Окна высокие, прямоугольные.
Невдалеке от церкви расположена двухъярусная каркасная деревянная колокольня, квадратная в плане, под шатром. Комплекс характеризуется монументальностью, удачными пропорциями и архитектурно-художественной выразительностью.
В церкви хранится написанная в первой половине — середине XVI века икона Богоматери Одигитрии. Настоятелем является протоиерей Стефан Иванович Гапанюк.